# Santiurde de Toranzo
Santiurde de Toranzo là một đô thị trong tỉnh Cantabria, Tây Ban Nha. Sông Pas chảy qua đây.

## Các khu vực bên trong
- Acereda
- Bárcena
- Iruz
- Pando
- Penilla
- San Martín
- Santiurde de Toranzo (thủ phủ)
- Vejorís
- Villasevil